# Good Luck Charlie
Good Luck Charlie is een Disney Channel-serie geschreven door Phil Baker en Drew Vaupen.

## Geschiedenis
De serie werd vanaf 4 april 2010 in Amerika uitgezonden. Vanaf 7 januari 2011 was de serie in Nederland en België te zien. Het programma werd ook uitgezonden in onder andere Canada, Engeland, Ierland, Australië en Nieuw-Zeeland. Op 11 juli 2010 werd bekendgemaakt dat er een tweede seizoen kwam van de serie. De opnamen daarvan begonnen in augustus 2010 en waren in augustus 2011 klaar. Dit seizoen was vanaf februari 2011 te zien zijn in Amerika en in Vlaanderen/Nederland vanaf september.
In december 2011 kwam er bovendien een filmversie van Good Luck Charlie uit: Good Luck Charlie, It's Christmas!.
In mei 2012 ging het derde seizoen in Amerika van start, waarin de familie Duncan werd uitgebreid met een nieuw familielid, Toby. Op 12 juli 2012 werd Good Luck Charlie vernieuwd voor een vierde seizoen.

## Verhaal
De serie draait om de familie Duncan, die zich nog steeds moet aanpassen aan de geboorte van het vierde kind, Charlie Duncan (Mia Talerico). Wanneer haar ouders Amy (Leigh-Allyn Baker), een verpleegster, en Bob (Eric Allan Kramer), een verdelger, weer aan het werk moeten, vragen ze aan hun drie kinderen, PJ (Jason Dolley), Teddy (Bridgit Mendler) en Gabe (Bradley Steven Perry), om te helpen met het opvoeden van hun zusje. Tegelijkertijd proberen Teddy, PJ en Gabe om te gaan met school en hun typische sociale leven. De gebeurtenissen van elke dag worden door Teddy gebruikt voor een videodagboek, dat ze maakt voor haar jongere zusje. Teddy hoopt dat de video's nuttig advies geven als Charlie is opgegroeid en Teddy het huis uit is. Aan het einde van elke aflevering zegt zij: "Good Luck Charlie". Om chaos te voorkomen hangt bij de familie Duncan een schoolbord op de koelkastdeur, dat altijd wat zegt over de familie. Elke aflevering staat er iets anders op het bord. Drie jaar later wordt hun broertje Toby (vanaf derde seizoen) geboren (vanaf seizoen 4 wordt Logan Moreau als Toby pas genoemd op de titelrol).

## Afleveringen
| Seizoen          | Afleveringen     | Uitgezonden      | Uitgezonden      | Uitgezonden /    | Uitgezonden /    |
| Seizoen          | Afleveringen     | Seizoen start    | Seizoen finale   | Seizoen start    | Seizoen finale   |
| ---------------- | ---------------- | ---------------- | ---------------- | ---------------- | ---------------- |
| 1                | 26               | 4 april 2010     | 30 januari 2011  | 7 januari 2011   | 20 juni 2011     |
| 2                | 30               | 20 februari 2011 | 27 november 2011 | 1 september 2011 | 5 mei 2012       |
| Film (= afl. 31) | Film (= afl. 31) | 2 december 2011  | 2 december 2011  | 23 december 2011 | 23 december 2011 |
| 3                | 21               | 6 mei 2012       | 20 januari 2013  | 9 november 2012  | 28 april 2013    |
| 4                | 20               | 28 april 2013    | 16 februari 2014 | 6 december 2013  | 3 oktober 2014   |

## Rolverdeling

### Vaste acteurs
| Acteur/actrice       | Personage                 | Status           |
| -------------------- | ------------------------- | ---------------- |
| Bridgit Mendler      | Teddy Duncan              | 2010-2014        |
| Jason Dolley         | PJ Duncan                 | 2010-2014        |
| Leigh-Allyn Baker    | Amy Duncan-Blanckenhooper | 2010-2014        |
| Bradley Steven Perry | Gabe Duncan               | 2010-2014        |
| Mia Talerico         | Charlie Duncan            | 2010-2014        |
| Eric Allan Kramer    | Bob Duncan                | 2010-2014        |
| Jake Cinoa           | Toby Duncan               | 2012 (seizoen 3) |
| Logan Moreau         | Toby Duncan               | 2013 (seizoen 4) |

### Terugkerende acteurs
| Acteur/actrice         | Personage        | Status         |
| ---------------------- | ---------------- | -------------- |
| Raven Goodwin          | Ivy Renee Wentz  | 2010-          |
| Micah Stephen Williams | Emmett Heglin    | 2010-          |
| Shane Harper           | Spencer Walsh    | 2010-          |
| Patricia Belcher       | Estelle Dabney   | 2010-          |
| G. Hannelius           | Jo Keener        | 2010-2011      |
| Ellia English          | Mary Lou Wentz   | 2010-          |
| Samantha Boscarino     | Skyler           | 2010-2011/2013 |
| Tucker Albrizzi        | Jake Mutack      | 2010-          |
| Daniel Curtis Lee      | Raymond(Ray-Ray) | 2011           |
| Reid Ewing             | Derek            | 2011           |
| Phil Abrams            | Peter Piper      | 2011-          |
| Matt Prokop            | Josh             | 2011-2013      |

## Prijzen
| Jaar | Prijs              | Categorie                           | Genomineerd       | Resultaat   |
| ---- | ------------------ | ----------------------------------- | ----------------- | ----------- |
| 2010 | Teen Choice Awards | "Tv - Doorbrekende Ster Vrouw"      | Bridgit Mendler   | Genomineerd |
| 2010 | Popstar! Magazine  | "Tv - Beste Vrouwelijke Nieuwkomer" | Bridgit Mendler   | Gewonnen    |
| 2011 | J-14 Icon Awards   | "Iconisch tv-actrice"               | Bridgit Mendler   | Gewonnen    |
| 2012 | Kids Choice Awards | "Beste tv-actrice"                  | Bridgit Mendler   | Genomineerd |
| 2012 | Kids Choice Awards | "Beste tv-serie"                    | Good Luck Charlie | Genomineerd |
| 2012 | Emmy Awards        | "Opvallend kinderprogramma"         | Good Luck Charlie | Genomineerd |

## Nederlandse stemmen
| Acteur/actrice               | Personage                 | Status    |
| ---------------------------- | ------------------------- | --------- |
| Fleur van de Water           | Teddy Duncan              | 2010-2014 |
| Jeffrey van den Dungen Bille | PJ Duncan                 | 2010-2014 |
| Brigitte De Man              | Amy Duncan-Blanckenhooper | 2010-2014 |
| Thijs Snoek                  | Gabe Duncan               | 2010-2014 |
| Venna van den Bosch          | Charlie Duncan            | 2010-2014 |
| Sander de Heer               | Bob Duncan                | 2010-2014 |